# Nannastacus brevicaudatus
Nannastacus brevicaudatus är en kräftdjursart som beskrevs av William Thomas Calman 1905. Nannastacus brevicaudatus ingår i släktet Nannastacus och familjen Nannastacidae. Inga underarter finns listade i Catalogue of Life.